# Suomen huippumalli haussa (mùa 6)
Mùa thứ sáu của Suomen huippumalli haussa được công chiếu vào ngày 15 tháng 3 năm 2012 trên kênh Nelonen. Tập cuối được phát sóng vào ngày 17 tháng 5 năm 2017. Sau 5 năm vắng mặt, chương trình quay trở lại với dàn giám khảo mới: Maryam Razavi sẽ thay thế cho Anne Kukkohovi làm host của chương trình cùng với Juri Silvennoinen & Marica Rosengård. Mùa này còn có thêm các thí sinh nam trong cuộc thi.
Các thí sinh đã sinh sống và thi đấu tại Tallinn là nơi được đặt cho cuộc thi.
Người chiến thắng của mùa này là Jerry Koivisto, 20 tuổi từ Hämeenkyrö. Anh nhận được giải thưởng gồm:
- Một hợp đồng người mẫu với Paparazzi Model Management
- Lên ảnh bìa tạp chí Cosmopolitan
- Một chuyến đi casting tới New York được tài trợ bởi Labello
- Một bộ trang sức từ Alexander Tillander

## Các thí sinh
(Tuổi tính từ ngày dự thi)
| Thí sinh | Thí sinh             | Tuổi | Chiều cao               | Quê quán   | Bị loại ở | Hạng |
| -------- | -------------------- | ---- | ----------------------- | ---------- | --------- | ---- |
|          | Emilia Hölttä        | 18   | 1,76 m (5 ft 9+1⁄2 in)  | Mikkeli    | Tập 2     | 12   |
|          | Ville Mäkäräinen     | 19   | 1,91 m (6 ft 3 in)      | Kuopio     | Tập 3     | 11   |
|          | Emilia Ylenius       | 18   | 1,82 m (5 ft 11+1⁄2 in) | Espoo      | Tập 4     | 10–9 |
|          | Jesse Halt           | 18   | 1,83 m (6 ft 0 in)      | Vihti      | Tập 4     | 10–9 |
|          | Anniina Sankoh       | 20   | 1,84 m (6 ft 1⁄2 in)    | Helsinki   | Tập 5     | 8    |
|          | Henrik Lyly          | 19   | 1,95 m (6 ft 5 in)      | Järvenpää  | Tập 6     | 7    |
|          | Robert Tollet        | 17   | 1,90 m (6 ft 3 in)      | Helsinki   | Tập 7     | 6–5  |
|          | Roosa Marttila       | 20   | 1,78 m (5 ft 10 in)     | Helsinki   | Tập 7     | 6–5  |
|          | Juuso Salpakari      | 17   | 1,87 m (6 ft 1+1⁄2 in)  | Kuopio     | Tập 9     | 4–3  |
|          | Vilja Tuohisto-Kokko | 18   | 1,84 m (6 ft 1⁄2 in)    | Ilmajoki   | Tập 9     | 4–3  |
|          | Sofia Öster          | 17   | 1,85 m (6 ft 1 in)      | Veikkaala  | Tập 10    | 2    |
|          | Jerry Koivisto       | 20   | 1,86 m (6 ft 1 in)      | Hämeenkyrö | Tập 10    | 1    |

## Các tập

### Tập 1
Khởi chiếu: 15 tháng 3 năm 2017
50 chàng trai và cô gái được đưa tới khách sạn Glo ở Helsinki để bắt đầu cuộc thi. Họ đã có một buổi phỏng vấn với ban giám khảo và kết quả là chỉ có 30 thí sinh vượt qua được thử thách. Sau đó, họ được gặp Stina Mäntyniemi từ tạp chí Cosmopolitan cho buổi chụp hình đầu tiên là ảnh thẻ cho tạp chí Cosmopolitan. Kết quả là chỉ có 20 thí sinh vượt qua được thử thách.
Ngày hôm sau, 20 thí sinh còn lại đã được kiểm tra catwalk của họ trước mặt ban giám khảo và Laila Snellman từ Paparazzi Model Management và kết quả là 16 thí sinh vượt qua được thử thách. Sau đó, họ bước vào thử thách cuối cùng là buổi phỏng vấn với nhà tâm lý học Taija Stoat. Vào buổi đánh giá đầu tiên, Maryam thông báo rằng là ai được chọn sẽ được tới Tallinn cho cuộc thi, kết quả là 12 thí sinh đã được chọn và sẽ bước vào cuộc thi.
- Nhiếp ảnh gia: Anthony Ubaud, Otto Helkama
- Khách mời đặc biệt: Stina Mäntyniemi, Laila Snellman, Taija Stoat

### Tập 2
Khởi chiếu: 22 tháng 3 năm 2017
12 thí sinh được đưa tới tòa thương mại Sanomatalo cho một buổi họp báo về mùa giải này, mà không biết rằng đây là thử thách đầu tiên để kiểm tra cách họ giới thiệu bản thân với báo chí và kết quả là Ville chiến thắng thử thách. Ngày hôm sau, họ được đưa tới Tallinn và di chuyển tới căn hộ của mình, trước khi Maryam đến gặp các thí sinh và nói về nội quy của cuộc thi.
Ngày tiếp theo, họ được đưa tới Black Box Studio cho buổi chụp hình và quay video giới thiệu chương trình, trong khi Ville sẽ được Juri đưa ra lời khuyên trong buổi chụp hình và buổi quay video vì chiến thắng thử thách vừa rồi. Vào buổi đánh giá ngày hôm sau, Jerry là người được gọi tên đầu tiên còn Emilia H. là thí sinh đầu tiên bị loại.
- Nhiếp ảnh gia: Johan Wasicki
- Khách mời đặc biệt: Mari Pudas, Joonas Vuorela, Hanna Kinnunen, Jekku Berglund, Petri Voutilainen, Nita Makkonen, Arya Oikarainen, Taito Kawata

### Tập 3
Khởi chiếu: 29 tháng 3 năm 2017
11 thí sinh còn lại được thông báo sẽ nhận diện mạo mới vào ngày mai và phải tìm một kiểu tóc mà họ muốn có từ những quyển tạp chí. Ngày hôm sau, họ được đưa tới tiệm salon Konst Hair cho diện mạo mới của mình, không biết rằng buổi diện mạo mới này cũng là thử thách tiếp theo kiểm tra sự chuyên nghiệp của họ khi diện mạo mới có thể sẽ không như họ mong muốn. Kết quả là Jerry là người chuyên nghiệp nhất và nhận được 1 phiếu quà tặng từ Konst Hair. Quay về căn hộ, họ đã thấy rất nhiều kẹo Marianne trên giường như một gợi ý cho ngày mai.
Ngày tiếp theo, họ được đưa tới XL-Studios cho buổi chụp hình tiếp theo cho kẹo Marienne, trong khi họ phải thể hiện sự táo bạo khi nhãn hàng kẹo sẽ có những thay đổi mới từ truyền thống. Kết quả là Jerry là người thể hiện tốt nhất và sẽ được nhận 1 món quà từ Marianne. Vào buổi đánh giá ngày hôm sau với sự xuất hiện giám khảo khách mời là Päivi Svens, Sofia là người được gọi tên đầu tiên còn Ville là thí sinh tiếp theo bị loại.
- Nhiếp ảnh gia: Samuli Karala
- Khách mời đặc biệt: Antti Haakana, Teri Niitti, Päivi Svens, Susanna Brummer

### Tập 4
Khởi chiếu: 5 tháng 4 năm 2017
Ban giám khảo đến gặp 10 thí sinh còn lại tại căn hộ để nói về lối sống sinh hoạt của một người mẫu chuyên nghiệp. Sau đó, họ đã có thử thách khi Marica sẽ chụp 6 tấm ảnh thẻ trong đồ lót trong khi thể hiện biểu cảm trên gương mặt, Anniina chiến thắng thử thách và sẽ được quyết định thứ tự chụp hình vào ngày mai. Ngày hôm sau, họ đã có buổi chụp hình tiếp theo cho trang sức Kultajousi, mà họ sẽ phải tỏ ra quyến rũ trong khi tạo dáng bên trong bồn tắm.
Ngày tiếp theo, họ đã có một buổi dạo phố, trước khi có buổi đánh giá ngay tại căn hộ với sự xuất hiện giám khảo khách mời là Ira Saxholm. Sofia là người thể hiện tốt nhất và sẽ trở thành gương mặt mới cho Kultajousi. Kết quả là Juuso là người được gọi tên đầu tiên còn Emilia Y., Jesse & Robert rơi vào cuối bảng, Robert là người được an toàn còn Emilia Y. & Jesse là 2 thí sinh tiếp theo bị loại.
- Nhiếp ảnh gia: Marica Rosengård
- Khách mời đặc biệt: Ira Saxholm, Suvi Jäminki, Veli Kojonen

### Tập 5
Khởi chiếu: 12 tháng 4 năm 2017
8 thí sinh còn lại được yêu cầu tự luyện tập catwalk. Sau đó, họ được đưa tới khách sạn Hilton cho một buổi tập catwalk với ban giám khảo, trước khi có thử thách trình diễn thời trang trên bàn ăn nhà hàng trong khi các vị khách đang ăn uống. Kết quả là Jerry & Vilja chiến thắng thử thách và sẽ được xuất hiện trong buổi trình diễn thời trang cho tạp chí Gloria.
Ngày hôm sau, họ được đưa tới một khu nhà máy cho buổi chụp hình tiếp theo cho quần vớ Vogue, khi họ sẽ tạo dáng theo cặp và phải khiêu vũ với nhau. Sau đó, Sofia là người thể hiện tốt nhất và sẽ trở thành gương mặt mới cho Vogue. Vào buổi đánh giá ngày tiếp theo với sự xuất hiện giám khảo khách mời là Noora Niinikoski, Henrik & Vilja đều được gọi tên đầu tiên còn Anniina là thí sinh tiếp theo bị loại.
- Nhiếp ảnh gia: Jonas Lundqvist
- Khách mời đặc biệt: Johanna Rusanen-Kartano, Laila Snellman, Saila-Mari Kohtala, Noora Niinikoski

### Tập 6
Khởi chiếu: 19 tháng 4 năm 2017
7 thí sinh còn lại đã có một buổi nói chuyện với nhà tâm lý học Taija Stoat để kiểm tra hiện tại họ như thế nào, trước khi họ có một buổi thiền để giải phóng căng thẳng. Sau đó, họ đã có thử thách chụp hình biểu hiện phần cơ thể đẹp nhất trong gương mặt của họ chỉ với 5 lần bấm máy với nhiếp ảnh gia Oliver Moosus và kết quả là Juuso chiến thắng thử thách.
Ngày hôm sau, họ đã có buổi chụp hình chân dung vui vẻ và tươi cười cho son bóng Labello, trong khi Juuso sẽ được Maryam đưa ra lời khuyên trong buổi chụp hình vì chiến thắng thử thách ngày hôm qua. Vào buổi đánh giá ngày tiếp theo, Robert là người được gọi tên đầu tiên còn Henrik là thí sinh tiếp theo bị loại.
- Nhiếp ảnh gia: Jan Lönnberg
- Khách mời đặc biệt: Taija Stoat, Oliver Moosus

### Tập 7
Khởi chiếu: 26 tháng 4 năm 2017
Maryam & phóng viên kênh radio Loop Jekku Berglund đến gặp 6 thí sinh còn lại tại căn hộ cho một buổi học về tầm quan trọng của mạng xã hội với người mẫu. Sau đó, họ đã phải quay video casting trong 60 giây bằng tiếng Anh, trước khi họ được đưa tới quảng trường thành phố cho thử thách quay video casting một lần nữa, nhưng lần này họ sẽ phải mặc bộ đồ sumo và đấu với nhau theo cặp. Kết quả là Juuso & Robert chiến thắng thử thách và sẽ có 1 buổi leo núi tại phòng tập Ronimisministeerium.
Ngày hôm sau, họ được đưa tới dinh thự Laitse ở Harju cho buổi chụp hình catalog cho đồng hồ Westerback, khi họ phải tạo dáng theo cặp trong 4 bối cảnh khác nhau. Kết quả là Robert & Vilja là 2 người thể hiện tốt nhất và sẽ được nhận một chiếc đồng hồ từ Westerback. Vào buổi đánh giá ngày tiếp theo với sự xuất hiện giám khảo khách mời là Katja Warborn, Vilja là người được gọi tên đầu tiên còn Robert & Roosa là 2 thí sinh tiếp theo bị loại.
- Nhiếp ảnh gia: Juha Mustonen
- Khách mời đặc biệt: Jekku Berglund, Katja Warborn, Sten Warborn

### Tập 8
Khởi chiếu: 3 tháng 5 năm 2017
4 thí sinh còn lại nhận được 4 quyển portfolio và tin nhắn của Robert & Roosa ngay sau khi quay về căn hộ. Ngày hôm sau, họ được gặp diễn viên Jaana Saarinen sau khi có một buổi dạo phố cho một buổi tập kịch ngẫu hứng. Quay về căn hộ, Maryam đến gặp họ cho thử thách quay quảng cáo giả trong khi phải nhảy trên bạt lò xo, Vilja chiến thắng thử thách và sẽ được bí mật biết trước lời thoại của buổi quay quảng cáo vào ngày mai.
Ngày hôm sau, họ được đưa tới Widescreen Studios cho buổi chụp hình chân dung và quay quảng cáo cho kem nhuộm tóc Biozell, khi họ phải vừa đi trên máy chạy bộ và vừa nói lời thoại. Kết quả là Vilja là người thể hiện tốt nhất và sẽ được nhận một chuyến đi tới Luân Đôn từ Biozell. Ngày tiếp theo, họ đã có một bữa tối trong nhà hàng. Vào buổi đánh giá với sự xuất hiện giám khảo khách mời là Kaisa Tuppura, Sofia là người được gọi tên đầu tiên còn Jerry là thí sinh tiếp theo bị loại, nhưng sau đó thì Maryam nói rằng là cô chỉ đang đùa thôi vì Jerry vẫn sẽ được ở lại cuộc thi.
- Nhiếp ảnh gia: Marko Rantanen
- Khách mời đặc biệt: Jaana Saarinen, Kaisa Tuppura

### Tập 9
Khởi chiếu: 10 tháng 5 năm 2017
4 thí sinh còn lại đã phải thu dọn đồ đạc để rời khỏi căn hộ vì họ sẽ dọn tới phòng tổng thống của khách sạn Hilton. Sau đó, ban giám khảo đến gặp các thí sinh để thông báo rằng là họ sẽ có thử thách casting cho 5 nơi: Tiina Talumees Fashion Studio, nhà thiết kế Kätlin Kikkas, Les Petites, Tali Concept & studio chụp ảnh Kliff & Klaus. Và kết quả là Jerry chiến thắng thử thách với 3 nơi chọn trên 5 nơi.
Ngày hôm sau, họ được đưa tới dinh thự Kolga ở Harju cho buổi chụp hình tiếp theo cho trang sức Alexander Tillander khi họ sẽ tạo dáng theo cặp hóa thân thành cặp đôi mới cưới, nhưng Jerry sẽ được chọn người để tạo dáng chung vì giành chiến thắng thử thách ngày hôm qua. Kết quả là Jerry là người thể hiện tốt nhất và sẽ được nhận 1 bộ trang sức thiết kế từ Alexander Tillander. Vào buổi đánh giá ngày tiếp theo với sự xuất hiện giám khảo khách mời là Marko Björs, Jerry là thí sinh vào chung kết đầu tiên, Sofia là thí sinh tiếp theo còn Juuso & Vilja là 2 thí sinh cuối cùng bị loại.
- Nhiếp ảnh gia: Elina Simonen
- Khách mời đặc biệt: Daniel Habersatter, Tiina Talumees, Kätlin Kikkas, Kalle Aasamäe, Peeter Rästa, Sille Sarapuu, Oliver Moosus, Triinu Tiisel, Marko Björs, Otto Lamberg

### Tập 10
Khởi chiếu: 17 tháng 5 năm 2017
Jerry & Sofia đã quay lại Helsinki cho chung kết của cuộc thi. Sau khi quay về, họ đã có buổi chụp hình cuối cùng cho ảnh bìa tạp chí Cosmopolitan. Ngày hôm sau, họ nhận được bất ngờ khi người thân của mình đến thăm. Sau đó, họ được đưa tới đại học Aalto cho một buổi diễn tập trước khi bước vào buổi trình diễn thời trang cuối cùng cho đội thiết kế thời trang của trường. Vào buổi đánh giá cuối cùng với sự xuất hiện giám khảo khách mời là Laila Snellman & Stina Mäntyniemi, Jerry trở thành quán quân thứ sáu của Suomen huippumalli haussa.
- Nhiếp ảnh gia: Juha Saiminen
- Khách mời đặc biệt: Stina Mäntyniemi, Anna Komonen, Marko Björs, Katja Warborn, Päivi Svens, Laila Snellman

## Thứ tự gọi tên
| 1  | Sofia     | Jerry     | Sofia     | Juuso           | Henrik Vilja | Robert | Vilja        | Sofia | Jerry       | Jerry |  |  |  |  |  |  |  |  |  |  |  |  |  |  |  |
| 2  | Jerry     | Ville     | Juuso     | Sofia           | Henrik Vilja | Juuso  | Juuso        | Vilja | Sofia       | Sofia |  |  |  |  |  |  |  |  |  |  |  |  |  |  |  |
| 3  | Robert    | Juuso     | Jerry     | Roosa           | Sofia        | Jerry  | Jerry        | Juuso | Juuso Vilja |       |  |  |  |  |  |  |  |  |  |  |  |  |  |  |  |
| 4  | Vilja     | Roosa     | Roosa     | Jerry           | Robert       | Vilja  | Sofia        | Jerry | Juuso Vilja |       |  |  |  |  |  |  |  |  |  |  |  |  |  |  |  |
| 5  | Roosa     | Robert    | Henrik    | Vilja           | Roosa        | Sofia  | Robert Roosa |       |             |       |  |  |  |  |  |  |  |  |  |  |  |  |  |  |  |
| 6  | Juuso     | Sofia     | Robert    | Henrik          | Jerry        | Roosa  | Robert Roosa |       |             |       |  |  |  |  |  |  |  |  |  |  |  |  |  |  |  |
| 7  | Emilia Y. | Anniina   | Anniina   | Anniina         | Juuso        | Henrik |              |       |             |       |  |  |  |  |  |  |  |  |  |  |  |  |  |  |  |
| 8  | Anniina   | Jesse     | Emilia Y. | Robert          | Anniina      |        |              |       |             |       |  |  |  |  |  |  |  |  |  |  |  |  |  |  |  |
| 9  | Jesse     | Henrik    | Jesse     | Emilia Y. Jesse |              |        |              |       |             |       |  |  |  |  |  |  |  |  |  |  |  |  |  |  |  |
| 10 | Henrik    | Vilja     | Vilja     | Emilia Y. Jesse |              |        |              |       |             |       |  |  |  |  |  |  |  |  |  |  |  |  |  |  |  |
| 11 | Ville     | Emilia Y. | Ville     |                 |              |        |              |       |             |       |  |  |  |  |  |  |  |  |  |  |  |  |  |  |  |
| 12 | Emilia H. | Emilia H. |           |                 |              |        |              |       |             |       |  |  |  |  |  |  |  |  |  |  |  |  |  |  |  |

     Thí sinh bị loại
     Thí sinh ban đầu bị loại nhưng được cứu
     Thí sinh chiến thắng cuộc thi

### Buổi chụp hình
- Tập 1: Ảnh casting cho Cosmopolitan (casting)
- Tập 2: Video và ảnh mở đầu chương trình
- Tập 3: Ảnh quảng cáo cho Marianne
- Tập 4: Ảnh quảng cáo cho Kultajousi trong bồn tắm
- Tập 5: Khiêu vũ trong nhà máy bỏ hoang cho Vogue
- Tập 6: Ảnh chân dung tươi cười cho Labello
- Tập 7: Catalog theo cặp cho Westerback
- Tập 8: Quảng cáo và ảnh chân dung quảng cáo cho Biozell
- Tập 9: Đôi vợ chồng mới cưới cho Alexander Tillander
- Tập 10: Ảnh bìa tạp chí Cosmopolitan